# Friedrich August Schmidt (Lexikograf)
Georg Friedrich August Schmidt (* 13. April 1785 in Weimar; † 16. Januar 1858 in Ilmenau) war ein deutscher protestantischer Theologe, Geistlicher, Superintendent, Kirchenrat sowie Bibliograf und Lexikograf.

## Leben
Friedrich August Schmidt war zunächst Adjunkt und Diakon in Allstedt sowie Pfarrer in Mönchpfiffel und wurde am 17. Juli 1822 zum Nachfolger des am 18. Juni 1822 in den Ruhestand versetzten Superintendenten und Oberpfarrers Johann Heinrich Gotthelf Teubner berufen.
Für 1827 ist seine seelsorgerische Tätigkeit als Pfarrer in Winkel sowie als Oberpfarrer und Superintendent der Diözese Ilmenau angegeben.
Von 1823 bis 1853 gab er in Fortsetzung des Nekrologs von Friedrich von Schlichtegroll das Werk Neuer Nekrolog der Deutschen  heraus.

## Schriften
- Neuer Nekrolog der Deutschen. Jahrgang 1–30, 1823/24–1852/54. Druck und Verlag von Bernhard Friedrich Voigt, Ilmenau, später Weimar